# 선거운동기간중 인터넷 실명확인제 사건
선거운동기간중 인터넷 실명확인제 사건(2010.2.25. 2008헌마324, 2009헌바31(병합) [합헌, 각하])은 대한민국 헌법재판소 판례이다.

## 사실관계
청구인은 국회의원선거기간 중 인터넷 언론에 정당 및 후보자에 대한 지지 반대의견을 게시하고자 하였으나 선거기간이라는 이유 또는 먼저 실명확인절차를 거치지 아니하였다는 이유로 글의 게시조차 막는 바람에 의견을 게시하지 못하였다. 이에 청구인은 헌법에 보장된 제21조의 표현의 자유 등을 침해하였다며 이 사건 헌법소원재판을 청구하였다.
다른 청구인은 사단법인인 인터넷신문으로 실명확인의 기술적 조치를 하라는 명령을 받고 이를 이행하지 아니함으로써 과태료처분을 받고 법원에 이의신청을 하였고 위헌심판제청신청을 하였으나 기각되자 헌법소원청구를 하였다. 이 두 사건은 병합되었다.

## 이유

##### 자기관련성
청구인이 정당, 후보자에 대한 지지, 반대의 의견을 게시할 경우 실명확인 절차를 거쳐야 할 부담을 지게 되고 이를 거치지 않으면 정당, 후보자에 대한 지지, 반대의 의견이 삭제되는 불이익을 받으므로 자기관련성이 인정된다.

## 사전검열금지원칙 위배여부
이용자로서는 스스로의 판단에 따라 자신이 게시하려는 글이 지지, 반대의 글에 해당하면 실명확인 절차를 거쳐 '실명확인'의 표시가 나타나게 게시하고 그렇지 아니하다고 판단되면 실명확인 절차를 거치지 아니하고 게시하는 것이 가능하므로, 이러한 제한이 사전검열금지의 원칙에 위배된다고 할 수 없다.

## 과잉금지원칙의 위배여부
인터넷언론사의 선거와 관련한 게시판, 대화방 등도 정치적 의사를 형성, 전파하는 매체로서 표현의 자유를 일차적으로 제한 받는 자는 인터넷이용자라고 할 수 있고 인터넷 언론사의 언론의 자유가 제한받는다.
헌법 제21조에서 보장하고 있는 표현의 자유는, 전통적으로는 사상 또는 의견의 자유로운 표명(발표의 자유)과 그것을 전파할 자유(전달의 자유)를 의미한다. 이러한 '자유로운' 표명과 전파의 자유에는 자신의 신원을 누구에게도 밝히지 아니한 채 익명 또는 가명으로 자신의 사상이나 견해를 표명하고 전파할 익명표현의 자유도 그 보호영역에 포함된다.

## 양심의 자유와 사생활 비밀의 자유 침해 여부
인터넷 게시판은 양심의 자유나 사생활 비밀의 자유에 의하여 보호되는 영역이 아니다.

## 개인정보자기결정권
개인정보를 대상으로 한 조사, 수집, 보관, 처리, 이용 등의 행위는 모두 원칙적으로 개인정보자기결정권에 대한 제한에 해당한다. 해당 조문은 개인의 인적정보를 수집할 목적으로 규정된 조항은 아니므로 개인정보를 대상으로 한 개인정보자기결정권에 대한 제한은 아니다. 이 자료는 정보통신서비스제공자가 보유하는 자료로서 이 사건 실명확인 절차에서 발생한 정보를 말하는 것이 아니고 따라서 개인정보자기결정권의 제한 가능성은 없다.

## 참고 문헌
- 2010.2.25. 2008헌마324, 2009헌바31(병합) [합헌, 각하]

## 같이 보기
- 인터넷 실명제